# エピクテトス

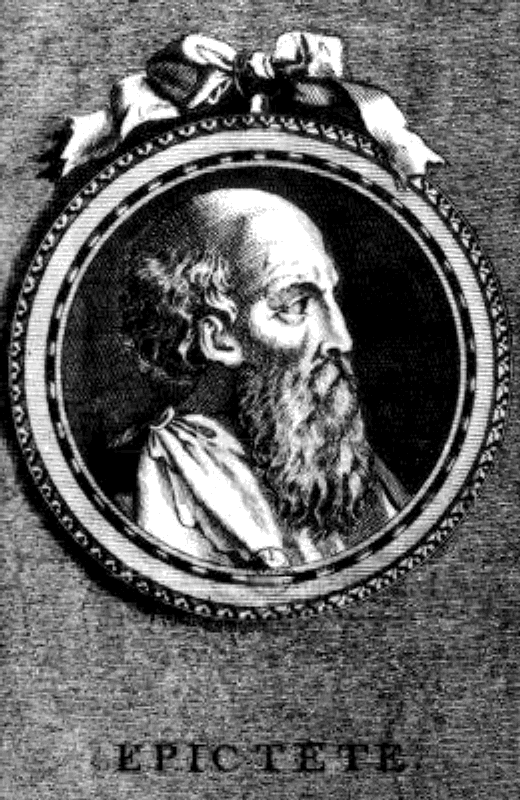
想像画

エピクテトス（ギリシア語: Επίκτητος, Epiktētos、50年ごろ - 135年ごろ）は、古代ギリシアのストア派の哲学者。その『語録』と『提要』は、すべてのストア哲学のテキストの中でおそらくもっとも広く読まれ、影響力の大きなものであるといわれる。苦難の中にあって平静を保つことや、人類の平等を説いたその教えは、皇帝マルクス・アウレリウスの思想にも引き継がれており、ストア主義の歴史上重要な意味を持つとみなされている。

## 生涯
エピクテトスは西暦50年ごろにフリギアのヒエラポリスで生まれたと考えられている。母親は奴隷階級だったらしく、自身も奴隷としてローマ帝国の皇帝ネロの解放奴隷であるエパプロディートスに売られた。ローマでの彼の生活は不健康だったという。有名なストア哲学者ムソニウス・ルーフスの下で哲学を学ぶことをエパプロディートスに許され、ストア哲学を学んだ後、エパプロディートスによって奴隷から解放された。自由人となったエピクテトスは哲学の教師となったが、89年に皇帝ドミティアヌスが出した哲学者のイタリアからの追放令のためにローマを離れ、ギリシア東部のエピルスの大都市ニコポリスに落ち着いて哲学の学校を開いた。これはきわめて有名になり、皇帝ハドリアヌスも訪問したほどであった。エピクテトスは短い旅行を除き135年ごろに死ぬまでニコポリスに住んだと考えられている。
後年エピクテトスは片足の自由がきかず、そのことが何度か『語録』で触れられている。これはエパプロディートスによる残酷な虐待の結果といわれることがあるが、片足の自由がきかなくなった理由については『語録』で述べられておらず、はっきりしたことはわかっていない。高齢のためという推測もある。

## 著作
エピクテトス自身は著作を残さなかったが、（後にアレクサンドロス3世の伝記などを著した）アッリアノスが若い頃エピクテトスの下で学んだとき、エピクテトスが話すのを「できるだけそのままの言葉で」書き留めたものが『語録』として広まった。また、アッリアノスは『語録』から要点をまとめたものも残しており、それは『提要（エンケイリディオン）』と呼ばれている。日本語では、次の本に現存する『語録』と『断片』（エピクテトスへの言及を集めたもの）と『提要』がまとめられている。

## 日本語訳
- エピクテートス 『人生談義』 鹿野治助訳、岩波文庫（上下）、1958年、復刊1978年ほか。
- 『エピクテトス　語録　要録』 鹿野治助訳、中央公論新社〈中公クラシックス〉[注釈 2]、2017年。
- エピクテトス 『人生談義』 國方栄二訳、岩波文庫（上下）、2020年12月-2021年2月。新訳版

### 関連書籍
- 鹿野治助『エピクテートス　ストア哲学入門』岩波書店〈岩波新書 黄版〉1977年、復刊2021年
- 國方栄二『ストア派の哲人たち　ギリシア・ローマ　セネカ、エピクテトス、マルクス・アウレリウス』中央公論新社、2019年。各・訳者による学術書
- Long, A. A. Epictetus: A Stoic and Socratic Guide to Life. Oxford: Oxford University Press, 2002
  - A・A・ロング『ヘレニズム哲学　ストア派、エピクロス派、懐疑派』金山弥平訳、京都大学学術出版会、2003年。上記とは別本
- ライアン・ホリデイ『ストア派哲学入門』金井啓太訳、パンローリング、2017年。『語録』『提要』の抜粋を紹介。解説付き。
- 荻野弘之『奴隷の哲学者エピクテトス 人生の授業』ダイヤモンド社、2019年。
- 吉川浩満／山本貴光『その悩み、エピクテトスなら、こう言うね。　古代ローマの大賢人の教え』筑摩書房、2020年。上記ともに一般読者・哲学入門者向け

## 脚注

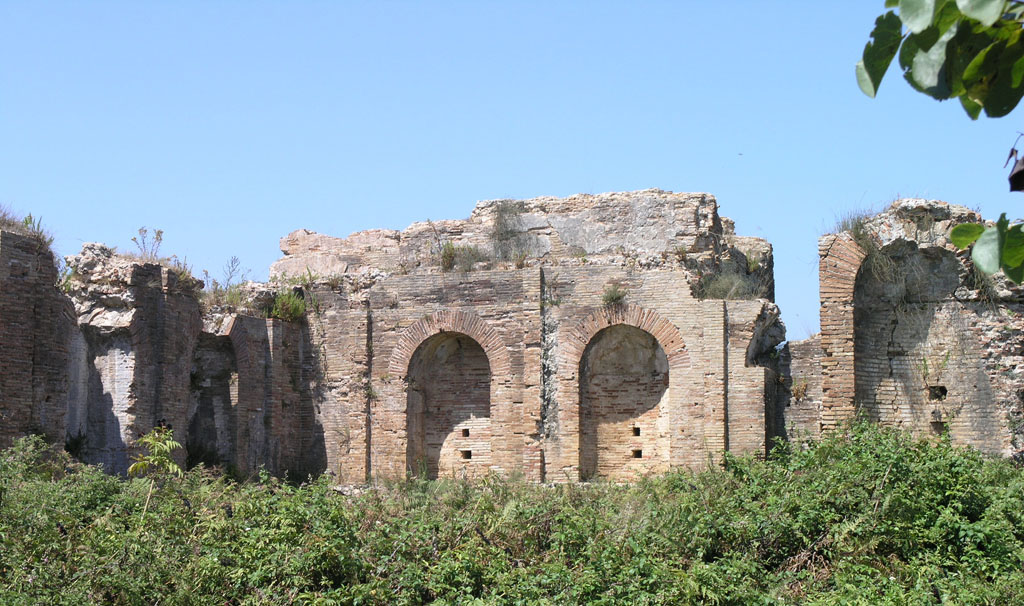
ニコポリスにあるローマ時代の遺跡